# Necydalopsis trizonatus
Necydalopsis trizonatus là một loài bọ cánh cứng trong họ Cerambycidae.